# Фонтнел ан Бри
Фонтнел ан Бри (фр. Fontenelle-en-Brie) насеље је и општина у североисточној Француској у региону Пикардија, у департману Ен (Пикардија) која припада префектури Шато Тјери.
По подацима из 2011. године у општини је живело 223 становника, а густина насељености је износила 26,33 становника/km². Општина се простире на површини од 8,47 km². Налази се на средњој надморској висини од 212 метара (максималној 222 m, а минималној 188 m).

## Демографија
| 1962. | 1968. | 1975. | 1982. | 1990. | 1999. | 2011. |
| ----- | ----- | ----- | ----- | ----- | ----- | ----- |
| 159   | 174   | 161   | 144   | 153   | 171   | 223   |

График промене броја становника у току последњих година